# Omanana mediana
Omanana mediana är en insektsart som beskrevs av Delong 1944. Omanana mediana ingår i släktet Omanana och familjen dvärgstritar. Inga underarter finns listade i Catalogue of Life.